# Hélène d'Argœuves
Hélène d'Argœuves, née Hélène Marie Didelot à Brest le 21 octobre 1896 et morte le 30 août 1970 au Chesnay (Yvelines),, est une écrivaine française

## Biographie
En épousant Stanislas Joseph Marie Antoine de Gorguette d'Argœuves, un neveu de Louise de Bettignies, elle devient sa nièce par alliance et consacrera un ouvrage à la célèbre espionne,. La mère de son époux, Mme Gorguette d'Argœuves, était née Julienne Marie Louise de Bettignies ; elle était la sœur ainée de Louise de Bettignies.
Hélène d'Argœuves est la belle-mère de Philippe Malaud.

## Ouvrages (partiel)
- Louise de Bettignies (La Colombe, 1956)
- Gerberoy (1963)